# Ninh Hạ
Ninh Hạ (giản thể: 宁夏; phồn thể: 寧夏; bính âm: Níngxià; Wade–Giles: Ning-hsia), tên đầy đủ Khu tự trị dân tộc Hồi Ninh Hạ (giản thể: 宁夏回族自治区; phồn thể: 寧夏回族自治區; bính âm: Níngxià Huízú Zìzhìqū), là một khu tự trị của người Hồi của Cộng hòa Nhân dân Trung Hoa, nằm ở cao nguyên Hoàng Thổ Tây Bắc, sông Hoàng Hà chảy qua một khu vực rộng lớn của khu vực này. Thủ phủ của Ninh Hạ là Ngân Xuyên.
Năm 2018, Ninh Hạ là đơn vị hành chính đông thứ ba mươi về số dân, đứng thứ hai mươi chín về kinh tế Trung Quốc với 6,8 triệu dân, tương đương với El Salvador và GDP danh nghĩa đạt 232,7 tỉ NDT (36,9 tỉ USD) tương ứng với Latvia. Ninh Hạ có chỉ số GDP đầu người đứng thứ mười lăm đạt 54.094 NDT (tương ứng 8.175 USD).

## Lịch sử
Ninh Hạ và những vùng phụ cận đã bị sáp nhập vào nhà Tần từ thế kỷ thứ ba TCN. Trải qua các triều đại nhà Hán và nhà Đường đã có thêm nhiều cư dân nơi khác đến đây định cư. Đến thế kỷ XI tộc Đảng Hạng lập ra nhà Tây Hạ ở nơi sau này là phần rìa lãnh thổ của nhà Tống.
Về sau vùng này nằm dưới sự thống trị của người Mông Cổ sau khi Thành Cát Tư Hãn đánh chiếm Ngân Xuyên đầu thế kỷ XIII. Từ lúc người Mông Cổ bị đánh đuổi, ảnh hưởng của họ nhạt dần, người Đột Quyết theo đạo Hồi bắt đầu di chuyển dần vào Ninh Hạ từ phía tây. Điều này tạo nên sự căng thẳng không thể tránh khỏi giữa Hán và Hồi trong những thế kỷ sau.
Vào năm 1914, Ninh Hạ hợp nhất với tỉnh Cam Túc; tuy nhiên, đến năm 1928, lại bị tách ra và trở thành một tỉnh riêng. Trong những năm 1914 đến 1918, anh em Tây Bắc Tam Mã thống trị Ninh Hạ (ngoài ra còn có tỉnh Thanh Hải và Cam Túc). Năm 1958, Ninh Hạ chính thức trở thành khu tự trị Trung Quốc. Năm 1969, biên giới Ninh Hạ được mở rộng về phía Bắc chiếm một phần của khu tự trị Nội Mông, nhưng đã dời về như cũ vào năm 1979.

## Địa lý
Ninh Hạ giáp các tỉnh Thiểm Tây, Cam Túc và Khu Tự trị Nội Mông.
Sông Hoàng Hà chảy qua Ninh Hạ. Tuy nhiên, Ninh Hạ là một khu vực khá khô khan và giống sa mạc, nên tưới tiêu đóng vai trò rất quan trọng trong nghề trồng củ khởi (một loài cây được trồng chủ yếu trong vùng).
Sa mạc Tengger ở Shapotou nằm ở Ninh Hạ.
Vào ngày 16 tháng 12 năm 1920, trận động đất Haiyuan, mạnh 8.6 độ rích-te, có tâm 36°36′B 105°19′Đ / 36,6°B 105,32°Đ, đã gây nên 1 chuỗi những vụ sụt lở đất, gây thiệt mạng cho khoảng 200.000 người. Trên 600 vụ sụt lở đất hoàng thổ đã tạo ra hơn 40 hồ nước mới.
Vào năm 2006, những bức ảnh chụp từ vệ tinh cho thấy có một sa bàn bên trong Ninh Hạ, cách Ngân Xuyên 35 km về phía tây bắc, gần làng Huangyangtan là sự mô phỏng chính xác vùng Aksai Chin của Ấn Độ. Nó có đầy đủ các ngọn núi, ngọn đồi, những thung lũng, các hồ nước. Mục đích của sa bàn này được Trung Quốc dùng làm gì cho đến nay vẫn chưa biết được.

## Khí hậu
Ninh Hạ cách biển 1200 cây số (km) nên có khí hậu lục địa với nhiệt độ mùa hè trung bình nằm trong khoảng 17 và 24°C trong tháng 7 và nhiệt độ mùa đông trung bình giữa -7 và -10 °C vào tháng giêng. Nhiệt độ tuyệt đối theo mùa có thể đạt 39 °C vào mùa hè và -30 °C trong mùa đông. Nhiệt độ chênh lệch trong một ngày hè có thể lên đến 17 °C. Lượng mưa trung bình hằng năm từ 190 đến 700 millimet, tập trung ở phía nam vùng.

## Các đơn vị hành chính

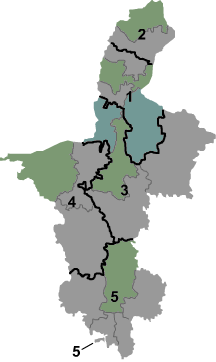
Bản đồ hành chính Khu tự trị Ninh Hạ

Ninh Hạ được chia ra thành 5 thành phố cấp địa khu:
| STT             | Tên            | Thủ phủ     | Chữ Hán Bính âm         | Tiểu nhi kinh | Dân số (2010) | Diện tích (km²) |
| --------------- | -------------- | ----------- | ----------------------- | ------------- | ------------- | --------------- |
| — Địa cấp thị — |                |             |                         |               |               |                 |
| 1               | Ngân Xuyên     | Hưng Khánh  | 银川市 Yínchuān Shì     | ىٍ ﭼُﻮًا شِ‎       | 1.993.088     | 9.555           |
| 2               | Thạch Chủy Sơn | Đại Vũ Khẩu | 石嘴山市 Shízuǐshān Shì | شِ ذُﻮِ شً شِ‎      | 725.482       | 5.310           |
| 3               | Ngô Trung      | Lợi Thông   | 吴忠市 Wúzhōng Shì      | ءُ ﺟْﻮ شِ‎        | 1.273.792     | 20.200          |
| 4               | Trung Vệ       | Sa Pha Đầu  | 中卫市 Zhōngwèi Shì     | ﺟْﻮ وِ شِ‎        | 1.080.832     | 16.986          |
| 5               | Cố Nguyên      | Nguyên Châu | 固原市 Gùyuán Shì       | ﻗُﻮْ ﻳُﻮًا شِ‎      | 1.228.156     | 14.413          |

## Dân tộc
Tôn giáo tại Ninh Hạ (2010)
Ninh Hạ là nơi sinh sống của người Hồi, một trong những dân tộc thiểu số Trung Quốc được chính quyền công nhận. Trong khi một số người có diện mạo khó phân biệt được với Hán (tộc người chính của Trung Quốc), những người Hồi khác vẫn còn những đặc điểm của cư dân vùng Trung Á như da sạm, mắt nhạt màu, thêm vào đó là những bộ đồ thụng đặc trưng của đạo Hồi. Do là một điểm dừng trên con đường tơ lụa, cư dân Ninh Hạ chịu nhiều ảnh hưởng của những thương nhân đi qua dây, trong đó có cả đạo Hồi họ mang theo.

## Kinh tế
Ninh Hạ là tỉnh có GDP thấp thứ 3 (Tây Tạng xếp chót) ở Trung Hoa đại lục. GDP danh nghĩa của tỉnh trong năm 2004 chỉ có 46.04 tỷ Nhân dân tệ (US$5.71 tỷ) và thu nhập bình quân đầu người là 6.640 Nhân dân tệ (US$801), đóng góp 0.3% vào nền kinh tế quốc gia.
Ninh Hạ là vùng chính ở Trung Quốc trồng cây củ khởi.

## Du lịch
Một trong những điểm du lịch chính ở Ninh Hạ là khu mộ Tây Hạ nổi tiếng, tọa lạc 30 km về phía tây Ngân Xuyên. Di tích 9 ngôi mộ của các vị hoàng đế Tây Hạ và 200 ngôi mộ khác năm trong khu vực 50-km². Những điểm đến nổi tiếng khác ở Ninh Hạ còn có Hạ Lan Sơn, 108 dagoba bí ẩn, chùa đôi of Baisikou và trạm nghiên cứu xa mạc ở Shapatou.